# 사너 판 데이커
사너 판 데이커(독일어: Sanne van Dijke, 1995년 7월 21일~)는 네덜란드의 유도 선수이다. 2020년 하계 올림픽에서 여자 미들급 동메달을 획득했고 세계 선수권 대회에서 동메달 3개를 획득했다.